# Matthias Herget
Pour les articles homonymes, voir Herget.

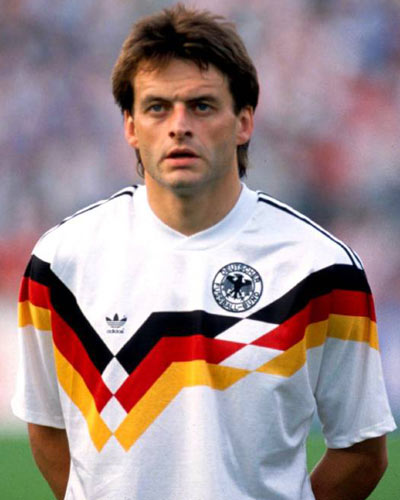

Matthias Herget est un footballeur allemand né le 14 novembre 1955 à Annaberg-Bucholz. Il jouait au poste de défenseur.

## Biographie
Matthias Herget commence le football en 1955 au RWW Bismarck un club de la ville de Gelsenkirchen, en 1973 il rejoint le SC Gelsenkirchen 07, puis en 1976 le VfL Bochum. De 1976 à 1989, il jouera 237 fois en Bundesliga, avec Bochum et Bayer Uerdingen. Il jouera 196 matchs en deuxième division avec Rot-Weiss Essen, Bayer Uerdingen et Schalke 04.
Son plus grand succès est d'avoir soulevé la Coupe d'Allemagne en 1985, comme capitaine du Bayer Uerdingen en ayant vaincu le Bayern Munich 2 à 1 à Berlin.
Il participe également au match nommé le miracle de Grotenburg où en 1986 lors des quarts de finale de la Coupe des vainqueurs de coupe, Uerdingen perd le match aller 0-2 contre le Dynamo Dresde et à domicile au stade de Grotenburg est mené 1-3 après 30 minutes de jeu, finalement le Bayer Uerdingen l'emportera 7 à 3 et se qualifie pour la demi-finale.
Le 13 septembre 1980, avec le Rot-Weiss Essen il inscrit trois buts, les trois sur pénalty. Un coup du chapeau encore inégalé en Allemagne.
En tant que libero, trois de ses buts sont désignés but du mois en Allemagne (2 en Bundesliga et un but avec l'équipe nationale).
Matthias Herget sera sélectionné 39 fois en équipe d'Allemagne, il participe à la Coupe du monde 1986 et au Championnat d'Europe 1988. Lors de cette dernière compétition il est titulaire à tous les matchs, il ne sera remplacé qu'après la mi-temps de la demi-finale, match que les Allemands perdront ensuite contre les Pays-Bas. 
Après sa carrière de joueur, Matthias Herget sera entraineur au niveau amateur.

## Palmarès
- Coupe d'Allemagne en 1985 avec Bayer Uerdingen
- 39 sélections et 4 buts en équipe d'Allemagne entre 1983 et 1988
- Finaliste de la Coupe du monde 1986 avec l'Allemagne